# Léon de Rosny
Léon de Rosny (ur. 5 kwietnia 1837, zm. 1914) - orientalista francuski, pierwszy wykładowca języka japońskiego we Francji. W 1859 odkrył majański Kodeks paryski.